# Mantella baroni
Mantella baroni je druh žáby patřící do čeledi mantelovití (Mantellidae) a rodu mantela (Mantella). Popsal jej George Albert Boulenger v roce 1888. Mantela byla pojmenována po reverendovi P. Baronovi, jenž získal první typové vzorky.

## Výskyt
Vyskytuje se v částech středovýchodního Madagaskaru od oblastí Fierenana po Andringitru. Je zde místně hojně rozšířena. Obývá řadu biotopů, například deštné pralesy, bažinaté lesy a bambusové porosty, někdy i okraje lesů ve žďářených oblastech. Dává přednost nadmořským výškám 600 až 1 200 m n. m. Vhodným místem ke spatření této žáby je například Národní park Mantadia, kde lze žáby nejlépe pozorovat od listopadu do března.

## Popis
Mantella baroni měří 22 až 30 mm. Zbarvení je černé na hlavě včetně krku, hřbetu a bocích. Přední končetiny a stehna – zadní končetiny od holeně jsou jinak oranžové – jsou zabarveny žlutě, na bocích toto zbarvení přechází ve žlutou skvrnku. Někdy se může zbarvení na nohách spojit přes hřbet, jako se tomu děje u mantel z oblasti Andringitra. Nažloutlé zbarvení má rovněž rostrální proužek táhnoucí se až k oku. V kůži této žáby se nachází jedovaté alkaloidy, které získává z potravy, především z roztočů, pestré zbarvení je v tomto případě aposematismem.

## Způsob života a vývoj
Tento druh je denní, živí se především různými členovci, přičemž loví větší kořist než ostatní žáby svého rodu; největší podíl potravy tvoří mravencovití. Mantella baroni se ozývá intenzivním krátkým voláním, kterým samci lákají samičky. Při rozmnožování neprobíhá amplexus. Až 130 vajíček v jedné snůšce naklade samice na souš, pulci jsou pak deštěm spláchnuti do vodních toků, kde probíhá jejich další vývoj.

## Ohrožení a ochrana
Mezinárodní svaz ochrany přírody hodnotí druh Mantella baroni jako málo dotčený, úbytek může způsobit odlesňování, případně obchod se zvířaty, který však v případě tohoto druhu nepatří mezi vážné hrozby. Druh je zapsán ve druhé příloze Úmluvě o mezinárodním obchodu s ohroženými druhy volně žijících živočichů a rostlin.